# La Bastide-de-Besplas
La Bastide-de-Besplas – miejscowość i gmina we Francji, w regionie Oksytania, w departamencie Ariège.
Według danych na rok 1990 gminę zamieszkiwały 302 osoby, a gęstość zaludnienia wynosiła 30 osób/km² (wśród 3020 gmin regionu Midi-Pireneje La Bastide-de-Besplas plasuje się na 765. miejscu pod względem liczby ludności, natomiast pod względem powierzchni na miejscu 1081.).